# Раффлз (отель)
Отель «Раффлз» (англ. Raffles Hotel) — исторический отель, построенный в классическом колониальном стиле, расположенный в центре Сингапура. Отель был построен в 1887 году и назван в честь основателя Сингапура сэра Стэмфорда Раффлза. Строительство завершено в 1899 году. Архитектор — Реджент Альфред Джон Бидуэлл (англ. Regent Alfred John Bidwell).
Флагманский отель сети Raffles Hotels & Resorts, в которую входят отели в Польше, Камбодже, Саудовской Аравии, Турции, Индонезии, на Сейшелах. Отель принадлежит катарской компании Katara Hospitality.
Историческое здание отеля является одной из центральных достопримечательностей и символом Сингапура. Он известен своими роскошными номерами и превосходными ресторанами. Отель включает старинный тропический сад, двор, музей, и театр в викторианском стиле.

## История
Отель был основан четырьмя армянскими братьями Саркис (арм. Սարգիս, малайск. Sarkies) 120 лет назад (в русскоязычных справочниках обычно приводится два варианта перевода фамилии — дословный перевод «Братья Саркис» или «братья Саркисян». Братьев звали Мартин, Тигран, Авиет и Аршак Саркис (Саркисян)).
Они открыли 10-комнатный колониальный бунгало на пересечении улиц Бич Роад (Beach Road) и Брас Басах Роад (Bras Basah Road). Как выяснилось недавно, при изучении исторических документов, касающихся постройки отеля, место постройки и здание принадлежало на тот момент известному арабскому торговцу, Сайеду Мохаммаду Альсагофф. Открытие отеля состоялось 1 декабря 1887 и было приурочено к дню рождения королевы Великобритании. По этому же поводу отелю было дано имя знаменитого англичанина — сэра Стэмфорда Раффлза, который считается основателем Сингапура. Прежнее расположение отеля было на море, но в настоящее время в результате изменений прибрежной полосы и активной застройки здание находится примерно в 500 метрах от берега.
Азиаты (китайцы, малайцы и т. д.) не допускались в отель в качестве гостей отеля до 1930-х гг. Проживать в отеле представителям коренного населения было строго запрещено.
Нынешнее главное здание отеля Raffles было завершено в 1899 году.
Отель продолжает расширяться на протяжении ряда лет. К основному зданию добавились веранда, танцевальный зал, бар, бильярдная и ещё ряд зданий и номеров для постояльцев. Мировой кризис 1930-х годов (Великая депрессия) привела к крупным финансовым проблемам в отеле Raffles, и в 1931 году отель объявил о банкротстве. В 1933 году финансовые проблемы были решены. Была создана государственная сингапурская компания ООО «Отель Raffles», поскольку исторический отель является народным достоянием Сингапура и спасти и сохранить уникальное здание было делом чести для сингапурцев.
Отель Raffles, как видно с улицы «Beach Road», находится в окружении пышной зелени. Перед отелем растут веерные пальмы, являющиеся символом отеля и одним из символов Сингапура. Старинный сад вокруг отеля с маленькими уютными и тихими двориками, с фонтанами и тропическими цветами создает ощущение тишины и покоя в самом центре одного из самых активных и деловых городов Азии. Отель пережил Вторую Мировую Войну, несмотря на серьёзные трудности. Во время войны здание отеля использовалось, как транзитный лагерь для военнопленных.
В 1987 году правительство объявило о том, что гостиница является национальным памятником Сингапура.
В 1989 году отель был закрыт на обширную реконструкцию, стоимостью более $ 160 млн.
Гостиница повторно открылась 16 сентября 1991 года, после восстановления исторического здания в том состоянии, в каком оно находилось во время своего расцвета в 1915 году. Отель имеет также торговый пассаж с дорогими магазинами ведущих мировых марок, а также дополнительные гостевые номера.
В отеле также расположен «Raffles»-музей, который демонстрирует богатую историю отеля, неразрывно связанную с историей Сингапура и освоения и колонизации Азии.
Коктейль Singapore Sling был изобретен барменом Ngiam Tun Bun между 1910 и 1915 годами в Long Bar.
Raffles является основным местом действия популярного и широко известного романа Рю Мураками, в романе и фильме под тем же названием, «Отель Raffles» описываются события, происходившие в историческом отеле. Популярный фильм «Отель Раффлз» был снят прямо на месте, в самом отеле. Про отель снято множество документальных фильмов, включая CNN и BBC, отель награждён многими международными наградами, включая японскую медаль «Восходящего Солнца» и др.

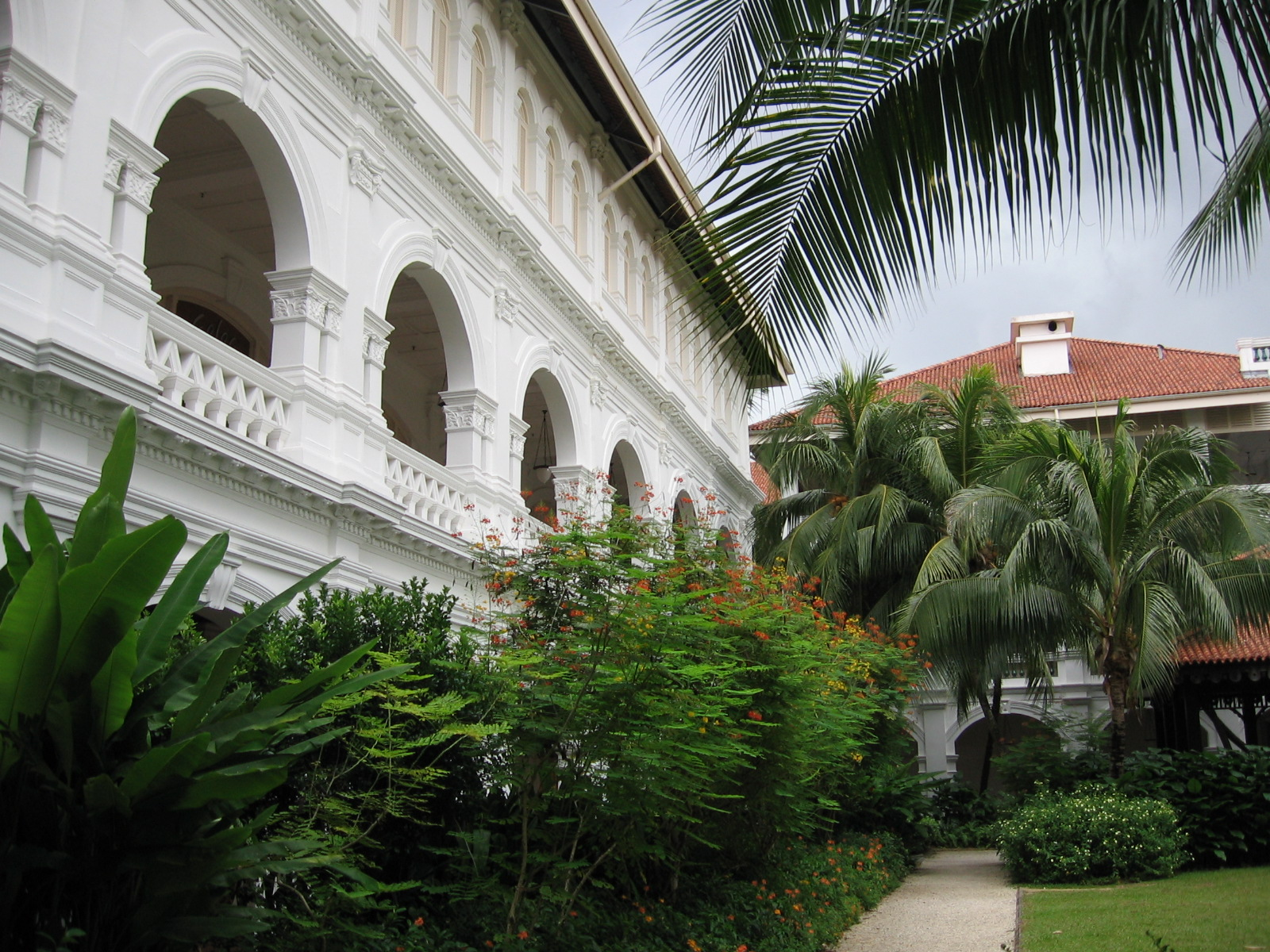

На стенах отеля «Раффлз», уютно расположившегося в викторианском здании в самом сердце Сингапура, развешаны многочисленные старинные фотографии, письма и конверты с редкими теперь старинными марками, а также счета и ресторанные меню. За более чем 120 лет своего существования эта сингапурская гостиница приняла множество знаменитостей. Каждая из них оставила след в истории отеля, но самые ценные воспоминания связаны с писателями Д. Конрадом, Р. Киплингом и С. Моэмом. «Золотые перья английской литературы» не просто останавливались в гостинице — они здесь работали. Д. Конрад написал в стенах отеля «Раффлз» начало своей повести «Тайфун», здесь же у него родился замысел романа «Лорд Джим». Редьярд Киплинг не написал в отеле ни строчки, но впоследствии в рассказе «Провидение» с восторгом отозвался о нём. Говорят, что роман С. Моэма «Дождь» тогдашним хозяевам отеля «Раффлз» не понравился, зато сегодняшние владельцы очень довольны тем, что их гостиницу музей ежедневно посещают почти 2000 туристов. Сингапурское правительство даже издало специальный указ, объявляющий отель «Раффлз» национальным памятником культуры.
Сомерсет Моэм однажды назвал отель Raffles легендарным символом Сингапура и описал его, как «Все сказки экзотического Востока». Ему же приписывают и фразу «Отель Раффлз — притча во языцех на экзотическом Востоке». Великий писатель был так влюблен в Раффлз Отель, что у него были там собственные апартаменты.
Другие известные люди также были поклонниками отеля и неоднократно останавливались в нём, превознося отель и посвящая ему свои прозаические произведения и множество поэтических похвал.

## Рейтинги
На протяжении более ста лет отель Raffles прочно удерживает лидирующие позиции среди самых известных отелей в мире, входя в десятку (Top-Ten) отелей, за которые проголосовали люди в разных странах мира.
Рейтинги:
- The Worlds Best Hotels T+L 500 2008 (Лучшие отели мира, голосование издания Travel and Leisure) — 1 и 2 место рейтинга принадлежит отелям Raffles.
- Номинация Worlds Best Awards 2006 — Top 50 Hotels in Asia (50 лучших отелей в Азии) — в номинации среди лучших отелей Азии на 16 месте находится Raffles Hotel, Singapore (Сингапур), на 33 месте Raffles Grand Hotel dAngkor (Камбоджа), на 41 месте — Raffles Hotel Le Royal (Камбоджа).
- Номинация Top 100 Hotels Overall 2008(Сто лучших отелей во всем мире — 2008) — на 52 и 75 месте находятся отели сети Raffles — Сингапур и Камбоджа соответственно.
- The worlds most romantic Hotels of the World (Самые романтические отели мира, по голосованию альянса 5-звездочных отелей) — Raffles Hotel, Singapore (Сингапур)
- The worlds best Business Hotels 2007 (Лучшие бизнес-отели мира 2007, по голосованию альянса 5-звездочных отелей): Raffles The Plaza Singapore

## Описание отеля
Лобби отеля украшают три великолепных тканых персидских ковра. Уникальные ковры используются также в лучших апартаментах, лобби и комнатах для гостей. Каждый из 103 апартаментов в отеле Raffles в Сингапуре является подлинным историческим шедевром, со своим шармом и уникальным дизайном. Ковры, антикварная мебель и оригинальные офорты украшают старинные номера. Тем не менее, комнаты оснащены всеми средствами и современными удобствами, всем тем, что бизнесменам и состоятельным туристам можно было бы ожидать от столь известного исторического отеля. Отель Raffles предлагает достаточное разнообразие в жилых помещениях. 86 Апартаментов представляют собой элегантные комнаты с произведениями искусства и антикварной мебелью.
7 Гранд-Отель Апартаментов представляют собой роскошные помещения для постояльцев, которые хотят жить в комнатах, в которых намного больше места и больше роскоши.
10 Личных Апартаментов знаменитостей, которые остались в Raffles — это Апартаменты Чарли Чаплина, Сомерсета Моэма и Эвы Гарднер — а можно назвать и ещё несколько, — предлагают гостям отеля уникальную возможность стать частью истории и пожить в комнате своего кумира. Бизнес-крыло с собственным специальным входом в номера оборудовано всеми современными удобствами для деловых путешественников.
Raffles имеет многолетнюю традицию в области ресторанного искусства — лучшие в Сингапуре рестораны и ресторанные школы, — традицию тщательно хранят лучшие шеф-повара Сингапура.

### «Лонг-Бар»
В отеле расположен и легендарный «Лонг-Бар» (англ. Long Bar), который стал частью многих произведений искусства, рассказов и стихотворений. Здесь всемирно известный коктейль «Сингапурский слинг» родился в начале XX века и был представлен широкой публике, отсюда он начал своё победное шествие по всему миру. Существует множество разногласий относительно рецептуры «Сингапурского слинга». Оригинал был утерян в 1930-х годах. Напиток, которым сейчас угощают в «Лонг-Баре», был воссоздан на основе воспоминаний прежних барменов. Были также использованы различные сохранившиеся записи.
«Лонг-Бар» знаменит тем, что как и сотню лет назад, принято бросать шелуху от орехов на пол, а на его потолке установлены старинные аналоги кондиционера — опахала, похожие по форме на пальмовые листья, которые одновременно машут из стороны в сторону. К сожалению, во влажной сингапурской жаре такой метод вентиляции не сильно освежает воздух в помещении, зато создает ощущение причастности к славной истории знаменитого отеля.

### Бар «Бильярдный зал»
Элегантный бар «Бильярдный зал» является идеальным местом для спокойных, неторопливых вечеров, дневного чая или расслабляющий игры в бильярд, с его широким выбором сигар, коньяков, виски, арманьяка, водки, порто и уникальных конфет и сладостей в дополнение к различным редким видам алкоголя и коктейлей.

### Raffles Hotel Arcade
Как и в любом дорогом отеле, в «Раффлз» есть своя небольшая улица с дорогими магазинами. Louis Vuitton и Tiffany & Co., Swarovski и уникальные ювелирные изделия ручной работы, дорогая одежда от самых известных домов моды и уникальные вина — все это можно приобрести в Raffles Hotel Arcade. Здесь же расположены и знаменитые рестораны отеля «Раффлз».